# Минковичи (Каменецкий район)
Минковичи (бел. Мінкавічы) — деревня в Каменецком районе Брестской области Белоруссии. Входит в состав Ратайчицкого сельсовета. Население — 368 человек (2019).

## География
Минковичи находятся в 10 км к востоку от города Высокое и в 20 км к юго-западу от города Каменец. Местность принадлежит бассейну Вислы, рядом с Минковичами проходит мелиоративный канал со стоком в реку Лесная. Через Минковичи проходит автодорога Каменец — Высокое.

## История
Минковичи впервые упомянуты в 1522 году, были шляхетским имением, которым владели Гомшевичи, затем перешли к Сапегам.
После административной реформы середины XVI века в Великом княжестве Литовском в составе Берестейского повета Берестейского воеводства.
В 1722 году Михаил Сапега отдал Минковичи под залог Юзефу Матушевичу, после этого имение перешло к роду Матушевичей. Матушевичи заложили и отстроили здесь в конце XVIII — начале XIX веков дворянскую усадьбу.
После третьего раздела Речи Посполитой (1795) Минковичи в составе Российской империи, принадлежали Брестскому уезду Гродненской губернии.
В середине XIX века имение принадлежало Яну Швыковскому, в 1890 году Швыковские осуществили перепланировку усадьбы, однако вскоре она перешла к Замойским. В 1899 году Мария Замойская построила небольшую придорожную часовню.
Согласно Рижскому мирному договору (1921) деревня вошла в состав межвоенной Польши, где принадлежала Брестскому повету Полесского воеводства. С 1939 года в составе БССР.
В 1990-е годы была восстановлена и отреставрирована часовня Марии Замойской. В то же время усадебный дом был перестроен и обложен кирпичом

## Достопримечательности
- Усадьба Матушевичей — Швыковских — Замойских. Сохранились сильно перестроенный усадебный дом, хозпостройки и фрагменты парка.
- Часовня Марии Замойской —  Историко-культурная ценность Республики Беларусь, шифр 113Г000715. Маленькая придорожная часовня построена в 1899 году, восстановлена в 90-е годы XX века. Часовня включена в Государственный список историко-культурных ценностей Республики Беларусь[6]